# 查尔斯·特纳·乔伊

查尔斯·特纳·乔伊（1880年1月26日—1964年4月5日）是二战和朝鲜战争期间美国海军上将。在他职业生涯的最后几年，他担任海军学院院长。特纳·乔伊号驱逐舰（DD-951）就是以他的名字命名的。